# 김창만

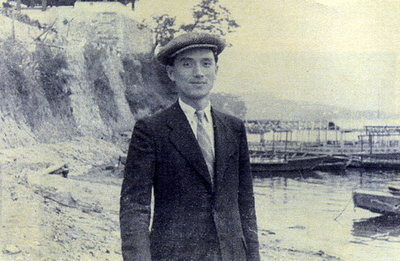
김창만의 사진

김창만(金昌滿 1907~1966. 5)은 한국의 독립운동가이며 조선민주주의인민공화국의 정치가이다. 북한 당 중앙 선전부장, 부위원장,부수상 등 요직을 지냈으나 나중에 숙청당하였다.

## 생애

### 일제강점기
함경북도에서 태어나 서울의 중동중학교를 졸업하였다. 중국으로 건너가 1928년 중국의 중산대학(中山大學)을 졸업하였다. 김두봉(金枓奉), 최창익(崔昌益) 등과 함께 연안(延安)에서 조직한 조선독립동맹에 가입하였으며, 동만주에서 조선독립동맹 간부로 활동하면서 공산주의운동을 하였다. 조소앙의 아들로 임시정부의 특명으로 만주로 파견되어 임무를 수행하던 조시제를 암살하였다.
중일전쟁 발발 후 남경(南京)으로 가, 조선민족혁명당에 입당하고 중국 육군중앙군관학교 특별훈련반(1937.12∼1938.5)을 졸업하였다.
1938년 10월에 창설된 조선의용대에 참여하였으며, 1939년 말에는 조선의용대 유동선전대 대장을 맡아 호북성(湖北省)의 제5전구(戰區)와 서안(西安) 일대에서 활동하였다. 1941년 여름 화북 팔로군 근거지로이동하였고
1942년 7월에 창립된 화북조선독립동맹의 중앙집행위원 및 조선의용군 화북지대 정치위원으로 선출되었다. 1944년 초부터 화북조선독립동맹 적구공작반(敵區工作班) 선전 책임자로 활동하였다

### 광복 이후
1945년 8․15 광복 이후 북한으로 귀국하여 1946년 북조선노동당 선전선동부장, 47년 사동(寺洞)간부학교 교장을 지냈다. 1946년부터 47년에 한재덕과 함께 김일성을 민족지도자로 내세우는 캠페인을 추진하였다.
1956년 내각 교육상․ 조선노동당 중앙위원회 부위원장을 거쳐 57년 북한 최고인민회의 외교위원회 위원장, 58년 조선노동당 중앙위원회 상무위원 등의 요직을 역임하였다.
그는 1958년 8월 종파사건과 연안파(延安派) 숙청 당시 숙청당하지 않았는데, 그 동안에 누구보다도 앞장서서 같은 연안파인 김두봉, 최창익 등의 숙청을 주장하며 김일성(金日成)에게 충성을 다하였다. 그 공로를 인정받아 1961년 조국평화통일위원회 상무위원 및 당 중앙위원회 부위원장 겸 정치위원을 거쳐 62년 내각 부총리에 선출되었고, 최고인민회의 제2․3기 대의원을 지내기도 하였다.
1966년 중앙위원회 부위원장 겸 정치위원이 되었으나 활동이 중단되었다. 그해 5월 주체사상에 위반되는 선전선동활동을 하였다는 이유로 숙청당하였다.